# Ed King
Edward Calhoun "Ed" King, född 14 september 1949 i Glendale, Kalifornien, död 22 augusti 2018 i Nashville, Tennessee, var en amerikansk musiker. 
Ed King är känd som gitarrist och basist i Lynyrd Skynyrd och framför allt för att han var den som skrev den välkända låten "Sweet Home Alabama". Han var även en av grundarna av bandet Strawberry Alarm Clock som bildades på 1960-talet. King lämnade Lynyrd Skynyrd 1975, två år innan bandets chartrade flygplan störtade. Vid haveriet dog sex personer, däribland Kings efterträdare i bandet, Steve Gaines.